# 静脈路確保
静脈路確保（じょうみゃくろかくほ）とは、静脈内に針やチューブを留置して輸液路（または静脈アクセス、英: venous access）を確保する処置である。静脈ルート確保、静脈ライン確保などとも呼ばれる。静脈路確保により、薬剤を必要時に直ちに静脈内投与することが可能になる。手技は末梢静脈カテーテル、中心静脈カテーテルで異なり、前者は主に看護師、後者は基本的に医師により施行される。
日本においては、救急救命士は心機能停止もしくは呼吸機能停止状態の傷病者にのみ、医師の指示の下で末梢静脈路確保を行う事ができる。これは医療機関到着後即座に緊急治療用薬剤を投与できるようにするための救急救命処置である。維持液として乳酸リンゲル液が用いられる。
2014年より心肺機能停止状態でない重度傷病者であって、ショックが疑われるまたはクラッシュ症候群が疑われるもしくはクラッシュ症候群に至る可能性がある傷病者も、救急救命士の静脈路確保対象者となった。ショックが進行して末梢静脈が細くなる前に静脈路を確保する事と、出血性ショックや熱中症等による高度な脱水に対して循環血液の代用として輸液をする事で血圧を維持する事を目的としている。
2021年に「良質かつ適切な医療を効率的に提供する体制の確保を推進するための医療法等の一部を改正する法律(法律第49号)」に基づき、臨床検査技師や診療放射線技師、臨床工学技士においても限定条件（各職種により異なる）の下で末梢静脈路確保を行うことが可能になった。

## 末梢静脈路確保
不確実性の高い手技であり、熟練者による施行でも複数回の穿刺を要することがある。

### 手順
1. 主に前腕部を駆血し、静脈路を確保すべき血管を探す。
2. アルコールなどで穿刺部を消毒する。
3. 針を刺入し留置する。（具体的な方法は針の種類によって異なる。）
4. 血液の逆流観察、生理食塩水注入、輸液滴下などで、血管内留置の確認を行う。
5. 針をシールやテープなどにより固定する。

### 合併症
採血法と同様に血腫、疼痛、皮下出血、神経損傷が生じうる。

## 中心静脈路確保
高カロリー輸液、安定した薬剤投与、中心静脈圧の測定のためなどで行う場合がある。内頚静脈、外頸静脈、鎖骨下静脈、大腿静脈、肘静脈などが用いられることが多い。解剖学的なアクセスが容易であるため右側で行うことが多い。カテーテル挿入の長さの目安を下記に纏める。近年は超音波機器をガイドにセルディンガー法で穿刺する手技が普及しつつある。

### 内頚静脈穿刺
頭低位10～15°のTrendelenburg体位をとり、頭をやや後屈させ対側に30～45°向ける。内頚動脈は総頚動脈の外側を走行しているため左手で拍動を触れながら試験穿刺を行う。中頸部アプローチと三角上アプローチという方法がよく知られている。三角上アプローチは胸鎖乳突筋の胸骨頭と鎖骨頭、および鎖骨で形成される三角形の頂点を同側乳頭に向かって穿刺する方法である。中頸部アプローチでは胸鎖乳突筋の胸骨枝鎖骨枝の合流部で甲状軟骨の高さで同側乳頭に向かって穿刺する。中頸部アプローチの方が気胸の危険性が低い。通常は30～45°位の角度で穿刺すると1～2cmの深さで血液を吸引できる。本穿刺では5mmほど深く穿刺する必要があることもある。ガイドワイヤーを10cmほど挿入できたらさらに外筒を進め、一度ガイドワイヤーを抜去し逆血を確認する。その後ガイドワイヤーを15cmほど挿入してからダイレーターを用いる。

### 鎖骨下静脈穿刺
頭低位10～15°のTrendelenburg体位をとり、対側に30～45°向ける。鎖骨中央から外側1/3で鎖骨より足側に1～2横指の点から穿刺し針先を頸切痕に向けて針先が鎖骨に当たったら針先を鎖骨の下にくぐらせるようにして進める。

### 大腿静脈穿刺
仰臥位で下肢を15～30度に外旋、外転させる。通常は大腿静脈は大腿動脈の内側を走行している。鼠径溝（足の根元の皺）から2cm、大腿静脈から1cmで穿刺角度は30～45°で行うことが多い。

### 合併症
気胸、血胸、動脈穿刺、血腫、縦隔炎、不整脈、カテーテルの位置異常、カテーテルの感染、血栓症など。 